# Ендрю Віггінс
Ендрю Крістіан Віґґінс (англ. Andrew Christian Wiggins, нар. 23 лютого 1995, Торонто, Онтаріо, Канада) — канадський професіональний баскетболіст, легкий форвард команди НБА «Ґолден Стейт Ворріорз». Гравець національної збірної Канади. Перший номер Драфту 2014.

## Ігрова кар'єра

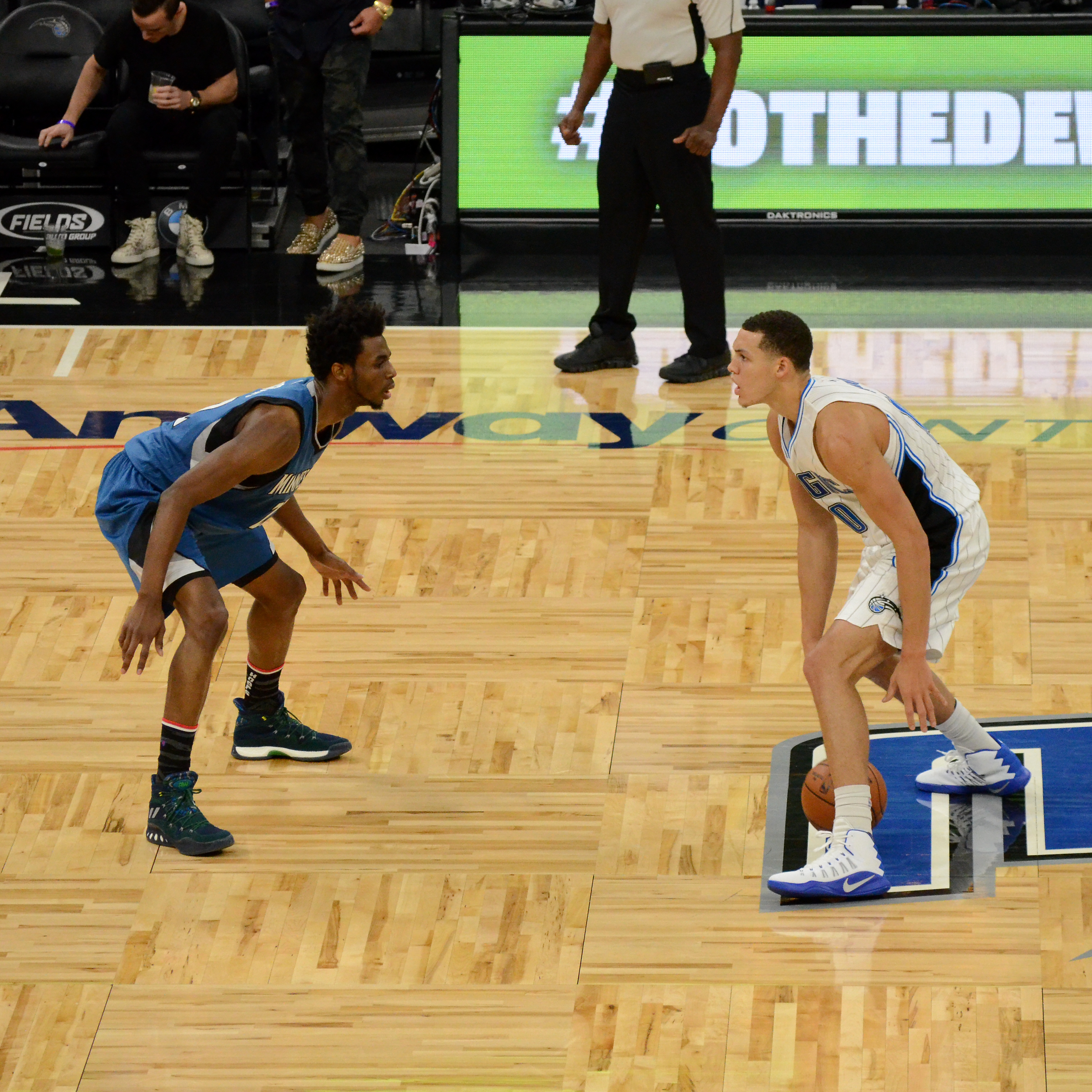
Віґґінс захищається проти Аарона Гордона, листопад 2016

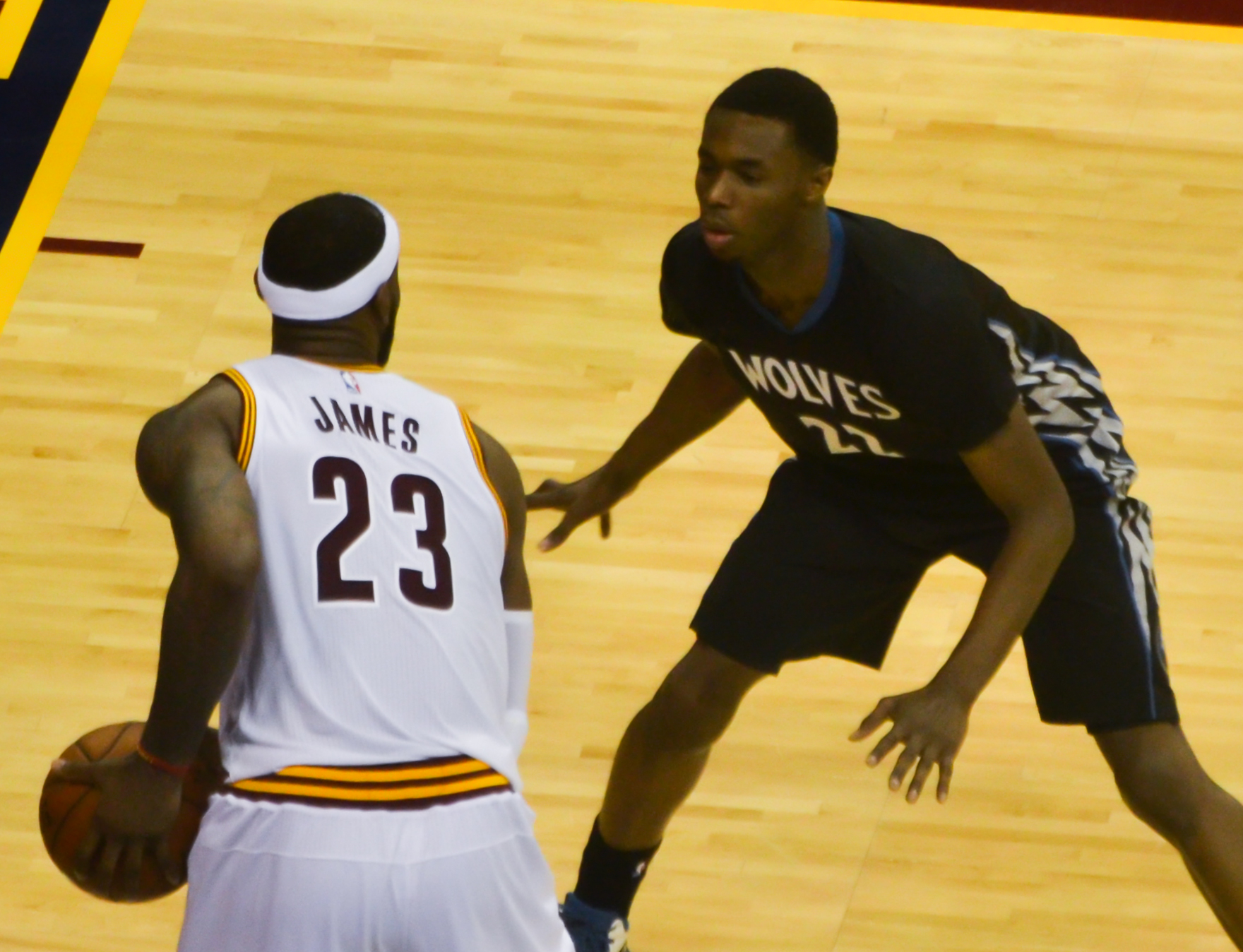
Віґґінс захищається проти Леброна Джеймса, грудень 2014

На університетському рівні грав за команду Канзас (2013–2014).
2014 року був обраний у першому раунді драфту НБА під загальним 1-м номером командою «Клівленд Кавальєрс». Проте професіональну кар'єру розпочав 2014 року виступами за «Міннесота Тімбервулвз», куди був обміняний невдовзі після драфту. Віґґінс став другим гравцем після Кріса Веббера, який був вибраний під першим номером на драфті та якого було одразу обміняно. 31 січня 2015 року в матчі проти «Клівленда» набрав 33 очки. 13 лютого взяв участь у матчі новачків НБА під час зіркового вікенду та виграв нагороду найціннішого гравця матчу. Після завершення дебютного сезону в лізі отримав нагороду Новачок року НБА.
9 листопада 2015 року повторив свій рекорд результативності, набравши 33 очки у матчі проти «Атланти». 8 січня 2016 року в матчі проти «Клівленда» набрав вже 35 очок.
8 листопада 2016 року в матчі проти «Брукліна» забив 36 очок. Через п'ять днів у матчі проти «Лос-Анджелес Лейкерс» набрав 47 очок, ставши першим канадцем, якому вдалося забити понад 40 очок у матчі НБА.
7 лютого 2018 року в матчі проти «Клівленда» подолав позначку 6,000 очок у кар'єрі, ставши шостим наймолодшим гравцем в історії ліги, кому це вдалося.
24 листопада 2018 року вперше в кар'єрі закінчив матч, не набравши жодного очка — 0 влучних кидків з 12 у грі проти «Чикаго». 18 січня 2019 року змістив Сема Мітчелла (7,161) з другого місця у списку найкращих бомбардирів у історії клубу.
18 січня 2020 року записав до свого активу перший трипл-дабл у кар'єрі, набравши 18 очок, 10 підбирань та рекордні для себе 11 результативних передач.
6 лютого 2020 року був обміняний до «Голден-Стейт Ворріорс» на Джейкоба Еванса, Д'Анджело Расселла та Омарі Спеллмана. В дебютному поєдинку за нову команду набрав 24 очки.
Взимку 2022 року вперше у кар'єрі був запрошений для участі у Матчі всіх зірок НБА. 22 травня у третьому матчі фіналу конференції проти «Далласа» набрав рекордні для себе в плей-оф 27 очок. У фіналі НБА допоміг команді обіграти «Бостон Селтікс» та став чемпіоном НБА.

## Виступи за збірну
Віґґінс — гравець національної збірної Канади. 2015 року брав участь у її складі у відбіркових матчах Америки на Літні Олімпійські ігри 2016.

## Статистика виступів
| † | Позначає сезон, в якому ставав чемпіоном НБА |

### Регулярний сезон
| Сезон             | Команда                 | GP  | GS  | MPG  | FG%  | 3P%  | FT%  | RPG | APG | SPG | BPG | PPG  |
| ----------------- | ----------------------- | --- | --- | ---- | ---- | ---- | ---- | --- | --- | --- | --- | ---- |
| 2014–15           | «Міннесота Тімбервулвз» | 82  | 82  | 36.2 | .437 | .310 | .760 | 4.6 | 2.1 | 1.0 | .6  | 16.9 |
| 2015–16           | «Міннесота Тімбервулвз» | 81  | 81  | 35.1 | .459 | .300 | .761 | 3.6 | 2.0 | 1.0 | .6  | 20.7 |
| 2016–17           | «Міннесота Тімбервулвз» | 82  | 82  | 37.2 | .452 | .356 | .760 | 4.0 | 2.3 | 1.0 | .4  | 23.6 |
| 2017–18           | «Міннесота Тімбервулвз» | 82  | 82  | 36.3 | .438 | .331 | .643 | 4.4 | 2.0 | 1.1 | .6  | 17.7 |
| 2018–19           | «Міннесота Тімбервулвз» | 73  | 73  | 34.8 | .412 | .339 | .699 | 4.8 | 2.5 | 1.0 | .7  | 18.1 |
| 2019–20           | «Міннесота Тімбервулвз» | 42  | 42  | 34.6 | .444 | .331 | .720 | 5.2 | 3.7 | .7  | .9  | 22.4 |
| 2019–20           | «Голден-Стейт Ворріорс» | 12  | 12  | 33.6 | .457 | .339 | .672 | 4.6 | 3.6 | 1.3 | 1.4 | 19.4 |
| 2020–21           | «Голден-Стейт Ворріорс» | 71  | 71  | 33.3 | .477 | .380 | .714 | 4.9 | 2.4 | .9  | 1.0 | 18.6 |
| 2021–22†          | «Голден-Стейт Ворріорс» | 73  | 73  | 31.9 | .466 | .393 | .634 | 4.5 | 2.2 | 1.0 | .7  | 17.2 |
| Усього за кар'єру | Усього за кар'єру       | 598 | 598 | 35.0 | .448 | .350 | .723 | 4.4 | 2.3 | 1.0 | .7  | 19.3 |
| Матчі всіх зірок  | Матчі всіх зірок        | 1   | 1   | 15.0 | .571 | .500 | –    | .0  | 1.0 | .0  | .0  | 10.0 |

### Плей-оф
| Сезон             | Команда                 | GP | GS | MPG  | FG%  | 3P%  | FT%  | RPG | APG | SPG | BPG | PPG  |
| ----------------- | ----------------------- | -- | -- | ---- | ---- | ---- | ---- | --- | --- | --- | --- | ---- |
| 2018              | «Міннесота Тімбервулвз» | 5  | 5  | 32.8 | .441 | .333 | .600 | 5.2 | 2.0 | .4  | .4  | 15.8 |
| 2022†             | «Голден-Стейт Ворріорс» | 22 | 22 | 34.9 | .469 | .333 | .646 | 7.5 | 1.8 | 1.0 | 1.0 | 16.5 |
| Усього за кар'єру | Усього за кар'єру       | 5  | 5  | 32.8 | .441 | .333 | .600 | 5.2 | 2.0 | .4  | .4  | 15.8 |

## Особисте життя
Віггінс народився у спортивній родині. Батько Мітчелл Віггінс також був баскетболістом, виступав у НБА, а мати — легкоатлетка Маріта Пейн. У Ендрю є ще двоє братів та три сестри.
Разом з дівчиною Мішель виховує двох доньок 2018 та 2021 року народження.